# São Pedro de Alcântara
São Pedro de Alcântara ist ein Munizip in der Metropolregion Florianópolis im südbrasilianischen Bundesstaat Santa Catarina.
Die Fläche beträgt 139 km² und für 2021 wurde die Einwohnerzahl auf 6046 Einwohner geschätzt, die Alcantarenser genannt werden. Die Entfernung zur Hauptstadt beträgt 31 km.

## Namensherkunft
Benannt ist der Ort nach dem Heiligen Petrus von Alcantara, Schutzpatron Brasiliens und der kaiserlichen Familie.

## Geschichte
Die Segelschiffe Luiza (Brigue Luiza) und Marquês de Viana brachten im November 1828 die deutschen Einwanderer, die ursprünglich mit dem Schiff Johanna Jakobs von Bremen nach Rio de Janeiro gereist waren, nach Desterro (dem heutigen Florianópolis). Sie siedelten später in São Pedro de Alcântara.
Am linken Ufer des Rio Imaruí wurde am 1. März 1829 die erste deutschsprachige Kolonie der Provinz Santa Catarina gegründet, die den portugiesischen Namen Colônia São Pedro de Alcântara erhielt, unweit der Landeshauptstadt Desterro gelegen.
Desterro ist die Kurzform für Nossa Senhora do Desterro und der frühere Name der brasilianischen Stadt Florianópolis. Es unterstand São José und erhielt mit dem Lei Estadual nº 9.534 vom 16. April 1994 und dem Lei Estadual nº 9943 vom 20. Oktober 1995 Stadtrechte, wurde aber erst am 1. Januar 1997 ein eigenständiges Munizip.

## Persönlichkeiten
- João Francisco Salm (* 1952), römisch-katholischer Geistlicher, Bischof von Novo Hamburgo